# Superliga 2021-2022 (Slovacchia)
La Superliga 2021-2022 (chiamata anche Fortuna Liga 2021-2022 per motivi di sponsorizzazione) è stata la ventinovesima edizione del campionato slovacco di calcio, iniziata il 23 luglio 2021 e terminerà il 21 maggio 2022. Lo Slovan Bratislava, squadra campione in carica, si è riconfermato conquistando il titolo per la dodicesima volta nella sua storia.

## Stagione

### Novità
Dalla stagione precedente è stato retrocesso il Nitra, ultimo classificato; mentre dalla 2. Liga è stato promosso il Liptovský Mikuláš, primo classificato.

### Regolamento
Le 12 squadre si affrontano in una prima fase in gironi di andata-ritorno. Nella seconda fase le prime sei del girone si affrontano in un gruppo per decretare il campione di Slovacchia, mentre le sei rimanenti si affrontano per non retrocedere in 2. Liga. 

La squadra campione di Slovacchia si qualifica per il primo turno di qualificazione della UEFA Champions League 2022-2023.

La seconda e la terza classificata si qualificano rispettivamente per il secondo e il primo turno di qualificazione della UEFA Europa Conference League 2022-2023.

L'ultimo posto in Europa spetta alla vincitrice della coppa di Slovacchia; se la vincitrice, a fine stagione, arriverà tra la prima e la terza posizione, si giocheranno dei play-off tra le squadre classificate dal quarto al settimo posto per stabilire l'ultima squadra che parteciperà alle competizioni europee.

La penultima classificata disputa uno spareggio promozione-retrocessione con la seconda classificata della 2. Liga.

L'ultima classificata retrocederà direttamente in 2. Liga.

## Squadre partecipanti
| Club                     | Città             | Stadio                          | Stagione precedente    |
| ------------------------ | ----------------- | ------------------------------- | ---------------------- |
| AS Trenčín               | Trenčín           | Štadión Sihoť                   | 6º posto in Superliga  |
| DAC Dunajská Streda      | Dunajská Streda   | MOL Aréna                       | 2º posto in Superliga  |
| Pohronie                 | Žiar nad Hronom   | Mestský štadión                 | 9º posto in Superliga  |
| Ružomberok               | Ružomberok        | Štadión pod Čebraťom            | 8º posto in Superliga  |
| Senica                   | Senica            | OMS Arena                       | 11º posto in Superliga |
| Sereď                    | Sereď             | Štadión FC ViOn (Zlaté Moravce) | 7º posto in Superliga  |
| Slovan Bratislava        | Bratislava        | Tehelné pole                    | Campione di Slovacchia |
| Spartak Trnava           | Trnava            | Stadio Anton Malatinský         | 3º posto in Superliga  |
| Tatran Liptovsky Mikulas | Liptovský Mikuláš | NTC Poprad (Poprad)             | 1º posto in 2. Liga    |
| ViOn Z.M.                | Zlaté Moravce     | Štadión FC ViOn                 | 5º posto in Superliga  |
| Zemplín Michalovce       | Michalovce        | Stadio Mestský futbalový        | 10º posto in Superliga |
| Žilina                   | Žilina            | Štadión pod Dubňom              | 4º posto in Superliga  |

## Allenatori
| Club                     | Allenatore |
| ------------------------ | --- |
| AS Trenčín               | Peter Hlinka (1ª-17ª) Juraj Ančic (18ª-32ª)                                                                        |
| DAC Dun. Streda          | Antal Németh (1ª-14ª) João Janeiro (15ª-32ª)                                                                       |
| Pohronie                 | Gergely Geri (1ª-6ª) Štefan Zaťko (7ª-10ª) Pablo Villar (11ª-19ª) Martin Bittengl (20ª-22ª) Peter Lérant (23ª-32ª) |
| Ružomberok               | Peter Struhár |
| Senica                   | Pavel Šustr (1ª-22ª) Libor Fašiang (23ª-32ª)                                                                       |
| Sereď                    | Juraj Jarábek |
| Slovan Bratislava        | Vladimír Weiss |
| Spartak Trnava           | Michal Gašparík |
| Tatran Liptovský Mikuláš | Marek Petrus |
| ViOn Z.M.                | Ľuboš Benkovský (1ª-30ª) Ján Kocian (31ª-32ª)                                                                      |
| Zemplín Michalovce       | Anton Šoltís (1ª-22ª) Norbert Hrnčar (23ª-32ª)                                                                     |
| Žilina                   | Pavol Staňo (1ª-10ª) Peter Černák (11ª-32ª)                                                                        |

## Stagione regolare

### Classifica finale
|  | Pos. | Squadra             | Pt | G  | V  | N | P  | GF | GS | DR  |
|  | ---- | ------------------- | -- | -- | -- | - | -- | -- | -- | --- |
|  | 1.   | Slovan Bratislava   | 53 | 22 | 16 | 5 | 1  | 52 | 16 | +36 |
|  | 2.   | Spartak Trnava      | 45 | 22 | 13 | 6 | 3  | 29 | 12 | +17 |
|  | 3.   | Ružomberok          | 41 | 22 | 11 | 8 | 3  | 39 | 17 | +22 |
|  | 4.   | DAC Dunajská Streda | 36 | 22 | 10 | 6 | 6  | 28 | 23 | +5  |
|  | 5.   | Sereď               | 32 | 22 | 9  | 5 | 8  | 28 | 28 | 0   |
|  | 6.   | Žilina              | 30 | 22 | 8  | 6 | 8  | 34 | 33 | +1  |
|  | 7.   | Senica              | 27 | 22 | 7  | 6 | 9  | 21 | 32 | -11 |
|  | 8.   | AS Trenčín          | 25 | 22 | 6  | 7 | 9  | 32 | 33 | -1  |
|  | 9.   | Zemplín Michalovce  | 23 | 22 | 7  | 2 | 13 | 20 | 31 | -11 |
|  | 10.  | Liptovský Mikuláš   | 21 | 22 | 5  | 6 | 11 | 27 | 43 | -16 |
|  | 11.  | ViOn Z.M.           | 19 | 22 | 4  | 7 | 11 | 22 | 36 | -14 |
|  | 12.  | Pohronie            | 10 | 22 | 2  | 4 | 16 | 19 | 47 | -28 |

Legenda:
      Ammesse ai Play-off scudetto
      Ammesse ai Play-out
Regolamento:
Tre punti a vittoria, uno a pareggio, zero a sconfitta.

### Risultati
|                    | AST  | DAC  | LMi  | Poh  | Ruž  | Sen  | Ser  | SlB  | SpT  | VZM  | ZeM  | Žil  |
| ------------------ | ---- | ---- | ---- | ---- | ---- | ---- | ---- | ---- | ---- | ---- | ---- | ---- |
| AS Trenčín         | –––– | 0-1  | 2-2  | 3-0  | 1-1  | 3-3  | 0-0  | 2-3  | 0-1  | 4-0  | 4-2  | 1-3  |
| DAC Dun. Streda    | 1-1  | –––– | 3-1  | 2-0  | 0-0  | 1-0  | 1-3  | 1-1  | 0-3  | 4-2  | 1-0  | 3-1  |
| Liptovský Mikuláš  | 2-1  | 1-0  | –––– | 5-1  | 3-2  | 1-2  | 1-1  | 1-4  | 0-2  | 0-0  | 0-1  | 2-1  |
| Pohronie           | 2-2  | 0-3  | 2-2  | –––– | 2-2  | 0-1  | 1-1  | 3-4  | 0-2  | 0-2  | 2-0  | 1-2  |
| Ružomberok         | 3-0  | 1-2  | 4-1  | 1-0  | –––– | 0-0  | 3-1  | 1-0  | 0-0  | 1-1  | 0-0  | 5-1  |
| Senica             | 1-0  | 1-1  | 1-0  | 1-0  | 0-2  | –––– | 1-2  | 0-3  | 2-1  | 1-2  | 1-1  | 2-2  |
| Sereď              | 4-2  | 1-0  | 2-0  | 3-1  | 2-3  | 2-1  | –––– | 0-1  | 0-1  | 2-1  | 0-1  | 1-1  |
| Slovan Bratislava  | 2-0  | 0-0  | 4-0  | 5-1  | 1-0  | 5-0  | 2-0  | –––– | 0-0  | 4-1  | 3-1  | 2-2  |
| Spartak Trnava     | 0-0  | 1-1  | 4-0  | 2-0  | 0-3  | 2-1  | 2-0  | 0-3  | –––– | 2-0  | 2-0  | 1-1  |
| ViOn Z.M.          | 0-1  | 2-0  | 2-2  | 1-0  | 2-2  | 1-1  | 2-2  | 1-2  | 0-0  | –––– | 0-1  | 0-1  |
| Zemplín Michalovce | 1-2  | 4-1  | 2-1  | 0-2  | 0-3  | 0-1  | 0-1  | 1-2  | 1-2  | 2-1  | –––– | 1-0  |
| Žilina             | 1-3  | 0-2  | 2-2  | 3-1  | 0-2  | 3-0  | 3-0  | 1-1  | 0-1  | 4-1  | 2-1  | –––– |

## Play-off scudetto

### Classifica finale
|                       | Pos. | Squadra             | Pt | G  | V  | N  | P  | GF | GS | DR  |
| --------------------- | ---- | ------------------- | -- | -- | -- | -- | -- | -- | -- | --- |
| Slovacchia (bandiera) | 1.   | Slovan Bratislava   | 74 | 32 | 22 | 8  | 2  | 71 | 25 | +46 |
|                       | 2.   | Ružomberok          | 63 | 32 | 17 | 12 | 3  | 58 | 23 | +35 |
|                       | 3.   | Spartak Trnava      | 60 | 32 | 17 | 9  | 6  | 36 | 17 | +19 |
|                       | 4.   | DAC Dunajská Streda | 46 | 32 | 12 | 10 | 10 | 39 | 37 | +2  |
|                       | 5.   | Sereď               | 39 | 32 | 10 | 9  | 13 | 34 | 46 | -12 |
|                       | 6.   | Žilina              | 34 | 32 | 8  | 10 | 14 | 43 | 52 | -9  |

Legenda:
      Campione di Slovacchia e ammessa alla UEFA Champions League 2022-2023
      Ammessa alla UEFA Europa Conference League 2022-2023
 Ammessa ai Play-off Europa Conference League.
      Retrocessa in 2. Liga 2022-2023
Regolamento:
Tre punti a vittoria, uno a pareggio, zero a sconfitta.
La classifica viene stilata secondo i seguenti criteri:
- Punti conquistati
- Punti conquistati negli scontri diretti
- Differenza reti negli scontri diretti
- Reti realizzate negli scontri diretti
- Reti realizzate fuori casa negli scontri diretti
- Spareggio

### Risultati
|                   | DAC  | Ruž  | Ser  | SlB  | SpT  | Žil  |
| ----------------- | ---- | ---- | ---- | ---- | ---- | ---- |
| DAC Dun. Streda   | –––– | 2-3  | 0-0  | 2-0  | 1-1  | 2-0  |
| Ružomberok        | 4-1  | –––– | 3-1  | 0-0  | 0-0  | 3-0  |
| Sereď             | 0-0  | 1-3  | –––– | 0-3  | 0-2  | 1-1  |
| Slovan Bratislava | 3-1  | 1-1  | 5-1  | –––– | 1-0  | 2-2  |
| Spartak Trnava    | 1-0  | 0-0  | 0-1  | 0-1  | –––– | 1-0  |
| Žilina            | 2-2  | 0-2  | 1-1  | 2-3  | 1-2  | –––– |

## Play-out

### Classifica finale
|  | Pos. | Squadra            | Pt | G  | V  | N | P  | GF | GS | DR  |
|  | ---- | ------------------ | -- | -- | -- | - | -- | -- | -- | --- |
|  | 7.   | AS Trenčín         | 48 | 32 | 13 | 9 | 10 | 58 | 43 | +15 |
|  | 8.   | Liptovský Mikuláš  | 40 | 32 | 11 | 7 | 14 | 42 | 57 | -15 |
|  | 9.   | Zemplín Michalovce | 40 | 32 | 12 | 4 | 16 | 32 | 42 | -10 |
|  | 10.  | Senica             | 34 | 32 | 9  | 7 | 16 | 29 | 51 | -22 |
|  | 11.  | ViOn Z.M.          | 30 | 32 | 7  | 9 | 16 | 33 | 50 | -17 |
|  | 12.  | Pohronie           | 18 | 32 | 4  | 6 | 22 | 27 | 59 | -32 |

Legenda:
 Ammessa ai Play-off Europa Conference League o allo spareggio promozione-retrocessione.
      Retrocessa in 2. Liga 2022-2023
Regolamento:
Tre punti a vittoria, uno a pareggio, zero a sconfitta.
La classifica viene stilata secondo i seguenti criteri:
- Punti conquistati
- Punti conquistati negli scontri diretti
- Differenza reti negli scontri diretti
- Reti realizzate negli scontri diretti
- Reti realizzate fuori casa negli scontri diretti
- Spareggio

### Risultati
|                    | AST  | LMi  | Poh  | Sen  | VZM  | ZeM  |
| ------------------ | ---- | ---- | ---- | ---- | ---- | ---- |
| AS Trenčín         | –––– | 5-2  | 2-0  | 4-1  | 4-3  | 2-2  |
| Liptovský Mikuláš  | 0-3  | –––– | 1-0  | 2-1  | 0-2  | 3-1  |
| Pohronie           | 1-1  | 1-1  | –––– | 1-0  | 0-1  | 1-2  |
| Senica             | 0-3  | 0-3  | 2-1  | –––– | 0-0  | 2-1  |
| ViOn Z.M.          | 0-2  | 0-1  | 1-3  | 3-2  | –––– | 1-1  |
| Zemplín Michalovce | 1-0  | 1-2  | 1-0  | 1-0  | 1-0  | –––– |

## Play-off Europa Conference League
|  | Semifinali | Semifinali          | Semifinali |  |   | Finale              | Finale     | Finale |
|  |            |                     |            |  |   |                     |            |        |
|  | 4          | DAC Dunajská Streda | 4          |  |   |                     |            |        |
|  | 4          | DAC Dunajská Streda | 4          |  |   |                     |            |        |
|  | 8          | Liptovský Mikuláš   | 2          |  |   |                     |            |        |
|  | 8          | Liptovský Mikuláš   | 2          |  | 4 | DAC Dunajská Streda | 2          |        |
|  |            |                     |            |  | 4 | DAC Dunajská Streda | 2          |        |
|  |            |                     |            |  |   | 7                   | AS Trenčín | 1      |
|  | 6          | Žilina              | 0          |  |   | 7                   | AS Trenčín | 1      |
|  | 6          | Žilina              | 0          |  |   |                     |            |        |
|  | 7          | AS Trenčín          | 2          |  |   |                     |            |        |
|  | 7          | AS Trenčín          | 2          |  |   |                     |            |        |

### Semifinali
|                     | Risultati |                   | Luogo e data                    |
| ------------------- | --------- | ----------------- | ------------------------------- |
| DAC Dunajská Streda | 4 - 2     | Liptovský Mikuláš | Dunajská Streda, 24 maggio 2022 |
| Žilina              | 0 - 2     | AS Trenčín        | Žilina, 24 maggio 2022          |
|                     |           |                   |                                 |

### Finale
|                     | Risultati |            | Luogo e data                    |
| ------------------- | --------- | ---------- | ------------------------------- |
| DAC Dunajská Streda | 2 - 1     | AS Trenčín | Dunajská Streda, 27 maggio 2022 |
|                     |           |            |                                 |

## Statiche

### Individuali

#### Classifica marcaatori
| Gol |  |  | Giocatore            | Squadra           |
| --- |  |  | -------------------- | ----------------- |
| 13  |  |  | Jakub Kadák          | AS Trenčín        |
| 10  |  |  | Martin Regáli        | Ružomberok        |
| 9   |  |  | Philip Azango        | AS Trenčín        |
| 9   |  |  | Ezekiel Henty        | Slovan Bratislava |
| 8   |  |  | Milan Ristovski      | Spartak Trnava    |
| 8   |  |  | Jaromír Zmrhal       | Slovan Bratislava |
| 8   |  |  | Miloš Lačný          | Pohronie          |
| 7   |  |  | Elvis Mashike Sukisa | Senica            |
| 7   |  |  | Vladimír Weiss       | Slovan Bratislava |
| 7   |  |  | Samuel Mráz          | Slovan Bratislava |
| 7   |  |  | Martin Boďa          | Ružomberok        |
| 7   |  |  | Tomáš Ďubek          | ViOn Z.M.         |
| 7   |  |  | Dragan Andrić        | Liptovský Mikuláš |